# Sân bay Turukhansk
Sân bay Turukhansk (IATA: THX, ICAO: UOTT) là một sân bay ở Turukhansk, vùng Krasnoyarsk, Nga.

## Hãng hàng không và điểm đến
| Hãng hàng không | Các điểm đến            |
| --------------- | ----------------------- |
| KrasAvia        | Podkamennaya Tunguska   |
| NordStar        | Krasnoyarsk–Yemelyanovo |
| Utair           | Igarka, Tyumen          |

## Thống kê
Nguồn: